# 고꽁동현
고꽁동현(베트남어: Huyện Gò Công Đông / 縣塸䲲東)은 베트남 메콩강 삼각주 띠엔장성의 현이다.

## 행정 구역
고꽁동현은 2개의 시진과 11개의 사를 관할하고 있다.

### 시진
- 떤호아 시진 (Thị trấn Tân Hòa, 新和市鎭)
- 밤랑 시진 (Thị trấn Vàm Láng, 汛廊市鎭)

### 사
- 빈언 사 (Xã Bình Ân, 平恩社)
- 빈응이 사 (Xã Bình Nghị, 平誼社)
- 자투언 사 (Xã Gia Thuận, 嘉順社)
- 끼엥프억 사 (Xã Kiểng Phước, 景福社)
- 프억쭝 사 (Xã Phước Trung, 福中社)
- 떤디엔 사 (Xã Tân Điền, 新田社)
- 떤동 사 (Xã Tân Đông, 新東社)
- 떤프억 사 (Xã Tân Phước, 新福社)
- 떤떠이 사 (Xã Tân Tây, 新西社)
- 떤타인 사 (Xã Tân Thành, 新城社)
- 땅호아 사 (Xã Tăng Hòa, 增和社)